# Martin Shaw (Soziologe)
Martin Shaw (* 30. Juni 1947 in Driffield, Yorkshire) ist ein britischer Soziologe und Professor für Internationale Beziehungen am Institut Barcelona d’Estudis Internacionals. Sein Spezialgebiet sind soziologische Arbeiten im Bereich von Krieg, Genoziden und globaler Politik.
Martin Shaw war Dozent für Soziologie an der University of Durham (1970–1972) und an der University of Hull (1972–1994), wo er 1994 die Professur für Internationale und Politische Soziologie erhielt. 1995 wechselte er zur University of Sussex und blieb dort bis zu seiner Emeritierung 2012. Von 2010 bis 2020 war er Professorial Fellow an der Roehampton University in London. Seit 2010 ist er Forschungsprofessor am Institut Barcelona d’Estudis Internacionals in Barcelona. 2013 erhielt er den Preis für den besten Artikel vom Fachverband European International Studies Association (EISA) für seinen Artikel From Comparative to International Genocide Studies: The International Production of Genocide in 20th Century Europe.

## Schriften (Auszug)
- State and Society in International Relations. New York 1991 (Herausgeber zusammen mit Michael Banks).
- Global Society and International Relations. Polity Press, Cambridge 1994.
- Theory of the Global State: Globality as Unfinished Revolution. Cambridge University Press, Cambridge 2000, ISBN 978-0511521782.
- War and Genocide: Organized Killing in Modern Society. Polity Press, Cambridge 2003, ISBN 978-0745619071.
- The New Western Way of War: Risk-Transfer War and its Crisis in Iraq. Polity Press, Cambridge 2005, ISBN 978-0745634111.
- What is Genocide? Polity Press, Cambridge  2007, 2. Auflage 2015, ISBN 978-0745687070.
- Palestine in an International Historical Perspective on Genocide. In: Journal of Holy Land and Palestine Studies. Band 9, Nr. 1. Edinburgh University Press 2010, S. 1–24 (https://www.euppublishing.com/).
- The question of genocide in Palestine, 1948: a debate between Martin Shaw and Omer Bartov. In: Journal of Genocide Research. Band 13, 2010, S. 243–259. (Zusammen mit Omer Bartov).
- Genocide in the Global Age. In: Bryan S. Wilson (Hrsg.): The Routledge Handbook of Globalisation Studies. Routledge London/New York 2010. 2. Auflage 2016, ISBN 978-0-415-71881-3, S. 312–327.
- From Comparative to International Genocide Studies: The International Production of Genocide in 20th Century Europe. In: European Journal of International Relations. Band 18, Heft 4. 2011, S. 645–668 (https://journals.sagepub.com/).
- Genocide and International Relations: Changing Patterns in the Transitions of the Late Modern World. Cambridge University Press, Cambridge 2013, ISBN 978-1139030694.
- Palestine and Genocide: An international historical perspective revisited. In: Journal of Holy Land and Palestine Studies. Band 12, Nr. 1, 2013, S. 1–7 (euppublishing.com).
- Conceptualising and Theorising Antisemitism and Racism: The Structural Context of Israel-Palestine. In: Journal of Holy Land and Palestine Studies. Band 14, Nr. 2. Edinburgh University Press 2015, S. 143–164 ().
- Political Racism. Brexit and its Aftermath. Agenda Publishing, Newcastle upon Tyne 2022,  ISBN 978-1788215084 (jstor.org).
- Israel, Gaza and the Spectre of Genocide. 2023 (bylinetimes.vom).
- The Campaign for Nuclear Disarmament. Agenda Publishing, Newcastle upon Tyne 2024, ISBN 978-1788217781.
- The New Age of Genocide. Intellectual and Political Challenges after Gaza. Oktober 2025, ISBN 978-1-78821-873-3.